# Mammillaria pilispina
Mammillaria albicans es una especie  perteneciente a la familia Cactaceae. 

## Descripción
Mammillaria pilispina crecen formando grupos. Los tallos son semiesféricos alcanzando los 4 cm de diámetro. La forma cilíndrica de las verrugas contienen una savia lechosa. Las axilas están cubiertas de lana y como pelos. Tiene 7  espinas centrales extendidas, rectas, con 6  espinas en la parte superior y a los lados de las areolas, son de color blanco basalmente amarillo, con punta oscura y pubescente y miden 6 a 7 milímetros de largo. Hay varias espinas muy finas, pubescentes, como de pelo blanco, detrás de las otras espinas. Las flores son blancas cremosas y a veces tienen un marcado, más o menos fuerte, de color rosa. Miden de 1,5 a 2 cm de largo y tienen un igual diámetro. El fruto de color rojizo-naranja a negras contienen las semillas .

## Distribución
Mammillaria pilispina se encuentra en los estados mexicanos de Coahuila, San Luis Potosí, Tamaulipas y Nuevo León.

## Taxonomía
Mammillaria pilispina fue descrita por J.A.Purpus y publicado en Monatsschrift für Kakteenkunde 22: 150. 1912.
Etimología
Mammillaria: nombre genérico que fue descrita por vez primera por Carolus Linnaeus como Cactus mammillaris en 1753, nombre derivado del latín mammilla = tubérculo, en alusión a los tubérculos que son una de las características del género.
pilispina: epíteto  .
Sinonimia
- Mammillaria rayonensis Repp.
- Neolloydia pilispina (J.A. Purpus) Britton & Rose	[2][3][4]